# Vlajka
Vlajka je zpravidla různobarevný kus látky, obdélníkového, čtvercového či jinak pevně stanoveného tvaru a poměru stran, který symbolizuje organizaci (typicky zejména stát či jinou územní správní korporaci jako zemi, kraj, obec a podobně), případně slouží k signalizaci. Státní vlajky se často označují též jako národní. Nauka o vlajkách se nazývá vexilologie. Vlajek se tradičně užívá i jako praporů, prapor se od vlajky liší zejména způsobem vyvěšení. Grafická podoba vlajky se jako symbol používá i v jiných podobách, například tištěné na papíře či zobrazené na obrazovce (monitoru), například k označení státu, národa, jazyka atd.

## Rozdíl mezi vlajkou a praporem
Ačkoli laická veřejnost mezi pojmy prapor a vlajka nijak nerozlišuje, u symbolů státních a jiných podobně významných je třeba prapor a vlajku rozlišovat. Pro vlajku je charakteristická vodorovná poloha a upevnění k vlajkové tyči či stožáru pomocí lanka, prapor je k žerdi přichycen napevno. Prapor nemá oproti vlajce předepsaný poměr stran a používá se ve vodorovné, šikmé i svislé poloze. Prapory (řidčeji vlajky) existující pouze v jediném exempláři, například jako symbol konkrétní vojenské jednotky či cechu, se někdy označují slovem zástava.
Laická veřejnost mezi praporem a vlajkou obyčejně nerozlišuje. V literární a filmové tvorbě dokonce někdy převládá užívání slova vlajka. Např. románový klub Rychlé šípy má svou vlajku, která je formálně vzato spíše praporem.

## Historie
Jestliže se vlajky (tedy vytahované na stožár lankem) vyvinuly až počátkem novověku na námořních lodích, původ jejich předchůdců sahá až do starověku. Existence na žerdi upevněných předmětů či vyobrazení, označovaných odborným výrazem vexilloid, je doložena už na počátku 3. tisíciletí př. n. l. v Egyptě a v následujících stoletích na celém Blízkém východě. První zprávy o látkovém praporu máme z počátků dynastie Čou v Číně (12. století př. n. l.), v čínském Ma-wang-tuej byl objeven i nejstarší dochovaný prapor – rozměrný hedvábný praporec byl uložen do výbavy šlechtického hrobu za dynastie Chan ve 2. století př. n. l. Ve starém Římě zavedl roku 105 př. n. l. Gaius Marius symboly legií zvaná vexilla. Vexillum (zdrobnělina z latinského velum = plachta) mělo podobu čtvercového kusu látky, uchyceného na tyči v podobě písmene T. S nástupem křesťanství za Konstantina I. počátkem 4. století se vexillum proměnilo v labarum – dosavadní „pohanské“ symboly byly vystřídány křesťanskými, zejména Kristovým monogramem XP [chí ró]. Prapory dnešního vzhledu, to jest upevněné k žerdi ne horním, ale bočním okrajem, se do Evropy dostaly pravděpodobně z východu od Hunů, Peršanů a Arabů.
V raném středověku byl obzvlášť rozšířeným typem praporů gonfanon, obdélník, jehož vlající část je rozdělena do několika protáhlých pruhů. S rozvojem heraldiky ve 12. století se symbolika šlechtických znaků přenášela i na prapory, takovéto vlající zpodobnění znaku, typické na výšku protáhlým obdélným tvarem, se nazývá banderium. Ve 14. a 15. století byly velmi běžné korouhve, prapory, uchycené k žerdi bokem a ještě napnuté tyčkou u horního okraje, často s protaženým horním vlajícím cípem. Prapory hrály důležitou úlohu při rozlišení bojujících stran ve válkách (ve feudálním Japonsku tak za bojů v 16. století nosili jednotliví vojáci prapor se symbolem svého pána), sloužily k orientaci v bitevní vřavě. Plukovní zástavy byly ceněnou trofejí a životnost praporečníků v boji zpravidla mizivá. Tato funkce však pozbyla s přelomem 19. a 20. století významu, armády již nebojovaly v sevřených formacích pod prapory a k předávání rozkazů posloužil v zákopech polní telefon. Od 1. světové války jsou tak prapory pozemních vojsk už jen symbolickými zástavami.
Na vývoj státních vlajek měla významný vliv i francouzská revoluce. Trikolora se svislými pruhy v barvě modré, červené, která se v té době zrodila, se stala symbolem svobody a ovlivnila podobu státních vlajek.

## Vlajky na moři
Na moři bylo označování státní příslušnosti lodi vlajkou běžné již v 17. století, tento zvyk rozšířili zejména Holanďané. Postupně se vyvinuly zvláštní civilní a válečné námořní varianty státních vlajek. Vlajky mají i v současnosti zásadní význam pro určení státní příslušnosti lodi. (Častá praxe však je, asi od 50. let 20. století, že se nákladní lodě registrují pod vlajkou cizího státu, tzv. „flag of convenience“.)
Primitivní námořní vlajková signalizace se používala už ve starověku (v bitvě u Salamíny roku 480 př. n. l. prý Themistoklés dal signál k útoku rudým kusem látky). Dnes existuje mezinárodní námořní vlajková abeceda, užívající kombinaci 40 signálních vlajek.

## Vzhled

Některé základní vzory vlajek

Dnešní vlajky, zvláště pak státní, jsou v naprosté většině pravoúhlé, obdélníkové. Čtvercový tvar mají pouze vlajky Vatikánu a Švýcarska, nepravoúhlými výjimkami jsou cípaté vlajky Nepálu, státu Ohio v USA nebo různé lodní, vojenské či lokální vlajky. Nejčastější poměr šířky a délky stran je 2:3 (česká vlajka) či 1:2, ale mnohé vlajky mají poměr šířky a délky osobitý, např. polská vlajka 5:8, vlajka USA 10:19 aj.

## Vlajky národní a státní
Přísně vzato by se za státní vlajku měla označovat pouze taková, která je vyhrazena pro použití státními orgány, zatímco vlajky, vyvěšované soukromými osobami a institucemi, jsou pouze vlajky národní. V běžném projevu se však oba pojmy zaměňují. Ačkoliv v mnoha zemích (včetně ČR) se státní a národní vlajka vzhledově nijak neliší, jsou země, kde mají oba druhy vlajek rozdílnou podobu – na státní vlajce je například znak, který na národní vlajce chybí (rakouská vlajka, finská vlajka).
Nejstarší dnes užívané státní vlajky sahají svými kořeny až do středověku. Rakouská, anglická a dánská vlajka pocházejí již ze 13. století. Dánská vlajka je s téměř 800letou tradicí zřejmě nejstarší setrvale užívanou státní vlajkou světa. Jen o málo mladší je švýcarská vlajka, ze 16. století pocházejí švédská a nizozemská vlajka. Vlajky některých zemí měly na utváření nových vlajek velký vliv a to jak po stránce barevné symboliky, tak z hlediska tvarového uspořádání.
- Skandinávský kříž na dánské vlajce zvané Dannebrog tak postupně převzaly všechny severské země.

- Švýcarská vlajka s obrácenými barvami se stala symbolem Mezinárodního červeného kříže.

- Vlajka Spojeného království (zvaná Union Jack) vzniklá překrytím starších vlajek Anglie, Skotska a Irska, je dnes jako kanton součástí vlajek mnoha bývalých i stávajících britských kolonií (Australská vlajka, Novozélandská vlajka).

- Francouzská revoluční trikolóra z roku 1794, zvláště pak její svislé uspořádání, inspirovala mimo jiné italskou, belgickou, mexickou či irskou vlajku.

- Ruská vodorovná trikolóra, vytvořená po nizozemském vzoru, měla velký ohlas u slovanských národů. Bílá, modrá a červená barva ruské vlajky se jako tzv. panslovanské barvy odrážejí například na slovenské či srbské vlajce.

- Vliv vlajky Spojených států amerických s hvězdami a pruhy se odráží na kubánské, chilské, liberijské, malajsijské či portorické vlajce.

- Žlutá, modrá a červená barva někdejší Velké Kolumbie stále spojuje kolumbijskou, venezuelskou a ekvádorskou vlajku.

- Vliv íránské vlajky, s červenou, bílou a zelenou barvou se odráží na tádžické či kurdské vlajce.

- Barva černá, bílá a červená (a často zelená) se rozšířily jako tzv. panarabské barvy a odráží se na vlajkách arabských států.

- Nezávislá Etiopie, k níž vzhlížely kolonizované země Afriky, se stala vzorem i svou vlajkou – její zelená, žlutá a červená se rozšířily jako tzv. panafrické barvy. Vlajky a znaky afrických států často nerespektují vexilologická a heraldická pravidla.

## Prapory a vlajky územních samosprávných celků v České republice
Používání vlajek a praporů obcí a zemí má tradici sahající do historie.
Zákon o obcích 367/1990 Sb. v § 5 umožnil obcím užívat znak a prapor obce, přičemž pokud nemají historický znak a prapor, mohly jim být na jejich návrh předsednictvem České národní rady uděleny. Zákon o obcích 128/2000 Sb. původně zmiňoval prapory obcí, městských obvodů a městských částí v § 5 (další novelizace přesunula ustanovení do § 34a).
Zákon č. 418/1990 Sb., o hlavním městě Praze, v § 5 předpokládal existenci praporu hlavního města Prahy a nezmiňoval způsob jeho udělení ani případné změny jeho podoby, upravoval však udělení praporu městské části předsednictvem České národní rady po vyjádření zastupitelstva města, pokud městská část nemá historický prapor. Zákon o hlavním městě Praze 131/2000 Sb. v § 15 rovněž předpokládal existenci praporu hlavního města Prahy a vůbec nezmiňoval způsob jeho udělení ani případné změny jeho podoby, prapory městských částí však podle tohoto zákona uděloval předseda Poslanecké sněmovny na návrh hlavního města Prahy podaný na základě žádosti městské části.
Obdobná ustanovení, o praporu kraje a jeho ochraně, obsahoval zákon o krajském zřízení. Novelou účinnou od 1. ledna 2001 však tato ustanovení, zřejmě omylem, ze zákona vypadla.
Historii používání slova prapor shrnula
poslankyně Ivana Levá (členka Podvýboru pro heraldiku a vexilologii Poslanecké sněmovny) ve svém vystoupení k návrhu nahrazení nevhodného výrazu „prapor“ správným pojmem „vlajka“, jak to odpovídá odborné vexilologické terminologii, následovně:
„Rozdíl mezi vlajkou a praporem byl vymezen již v zákoně č. 121 v roce 1920, v zákoně č. 269 z roku 1936. Pojem vlajka se v první republice nepoužíval pouze ve spojení státní vlajka, ale též pro označení symbolu územní korporace. Zároveň i pojem prapor byl užívaný ve spojení státní prapor nebo jako symbol obce či jiné korporace. Poúnorová zákonná úprava omezila princip územní samosprávy, ale užívání vlajek či praporů bylo rovněž upraveno zákonem. Zákon č. 367/1990 Sb. však nastolil stav, kdy vlajka byla vnímána výhradně jako symbol státu, zatímco prapor je něco vlajce podobného, co užívají města či jiné korporace. Tuto úpravu převzal i zákon č. 3/1993 Sb., který vymezuje pouze pojem vlajka, stejně jako zákon č. 352/2001 Sb. Také nová zákonná úprava obecního zřízení, zákon č. 128/2000 Sb., o obcích, již používá pouze termínu prapor obce.“
Zákon 216/2004 Sb., účinný ode dne vyhlášení 28. dubna 2004, nahradil v ustanoveních o praporech územních samosprávných celků (krajů a obcí včetně hlavního města Prahy, městských obvodů a městských částí) slovo „prapor“ slovem „vlajka“. Neobsahuje však žádná přechodná ustanovení, která by upravovala nahrazení obecních praporů obecními vlajkami. Navrhovatelem zákona bylo zastupitelstvo Ústeckého kraje a původní návrh se vztahoval jen na kraje a měl původně pouze krajům pouze vrátit právo užívat prapor, které bylo k roku 2001 nedopatřením zrušeno. K rozšíření působnosti zákona na všechny úrovně územně samosprávných celků a nahrazení slova prapor slovem vlajka došlo schválením pozměňovacího návrhu, který podala poslankyně za KSČM Ivana Levá na podnět expertní skupiny podvýboru pro heraldiku a vexilologii Poslanecké sněmovny, zástupce předkladatele novely hejtman Jiří Šulc (ODS) připomínky pochválil a vyjádřil jim plnou podporu. Ze 164 hlasujících bylo pro pozměňovací návrh 158, nikdo nebyl proti, podobně (160 hlasy ze 164, nikdo proti) byl schválen i celý novelizační zákon.

## Vyvěšování vlajek

Pořadí vlajek při vyvěšování, orientace vlajky ve svislé poloze

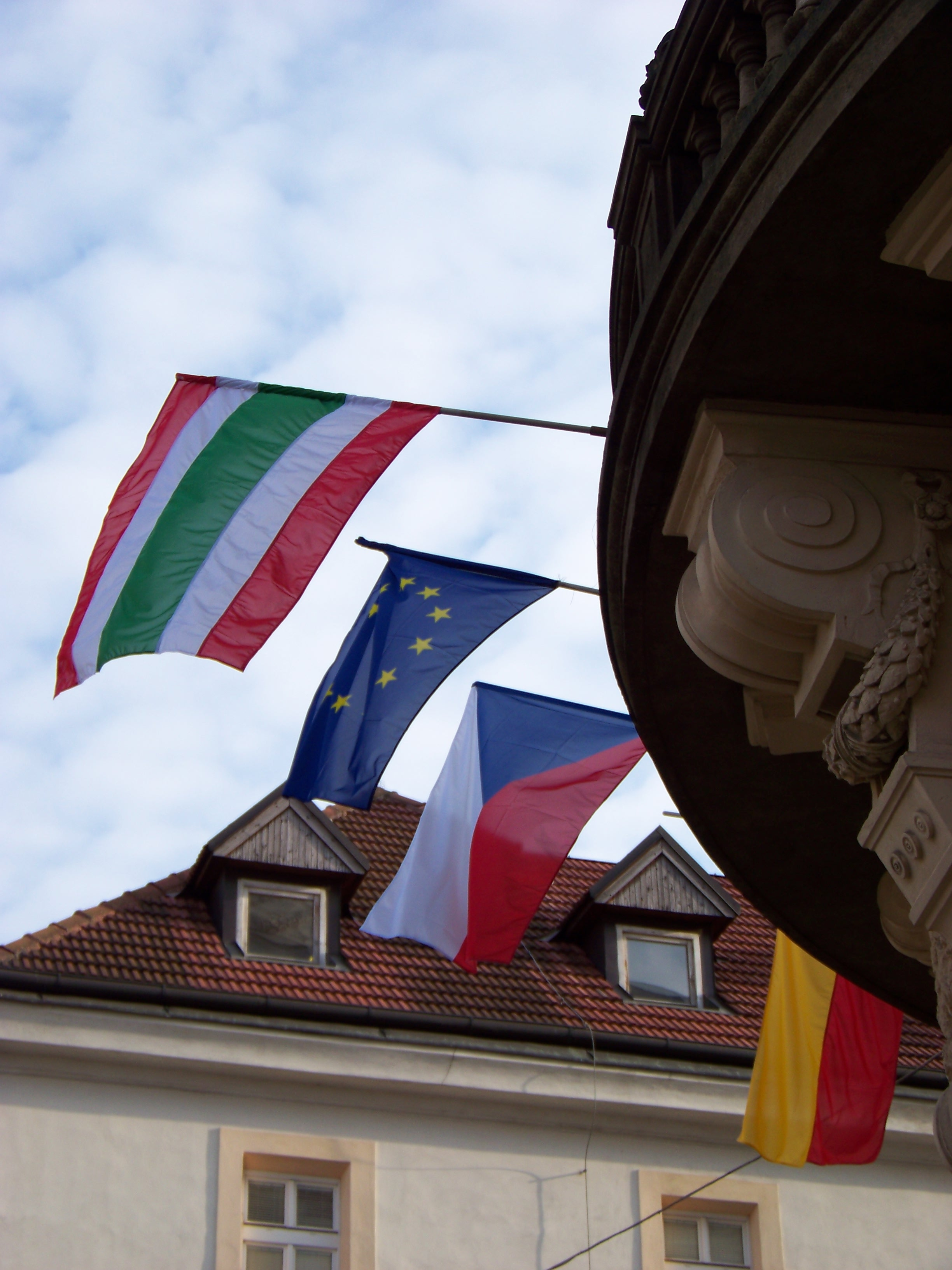
Vlajky na žižkovské radnici, sídle městské části Praha 3: uprostřed vpravo vlajka České republiky, uprostřed vlevo vlajka Evropské unie, vně vpravo vlajka hlavního města Prahy a vně vlevo (nejblíže pozorovateli) vlajka městské části Praha 3

Základní pravidla o používání státních symbolů a vyvěšování státní vlajky stanoví zákon č. 352/2001 Sb., vyvěšování státních vlajek se věnují paragrafy 7–9. Principy zákonem stanovené jsou následující:
- Při vyvěšování státních vlajek platí, že každá vlajka má vyhrazen svůj vlajkový stožár, žerď apod. Umisťovat více státních vlajek na jeden stožár je nepřípustné.
- Na nejčestnějším místě – uprostřed – je domácí (na obrázku česká) státní vlajka. Je-li vlajek sudý počet, nachází se nejčestnější místo vpravo od středu z hlediska vyvěšovatele, tedy vlevo od středu z hlediska pozorovatele.
- Při svislé orientaci vlajky se horní část vlajky nachází z hlediska vyvěšovatele vpravo, z hlediska pozorovatele vlevo.

- Na znamení smutku (například při úmrtí hlavy státu) se státní vlajka spouští na půl žerdi. Řádný postup je přitom takový, že se vlajka na okamžik vztyčí na vrchol stožáru jako obvykle a teprve pak se spustí do poloviny. Při snímání vlajky je postup přesně opačný. Jako smuteční se též užívá vlajka černé barvy.[6][7]